# Pancetta

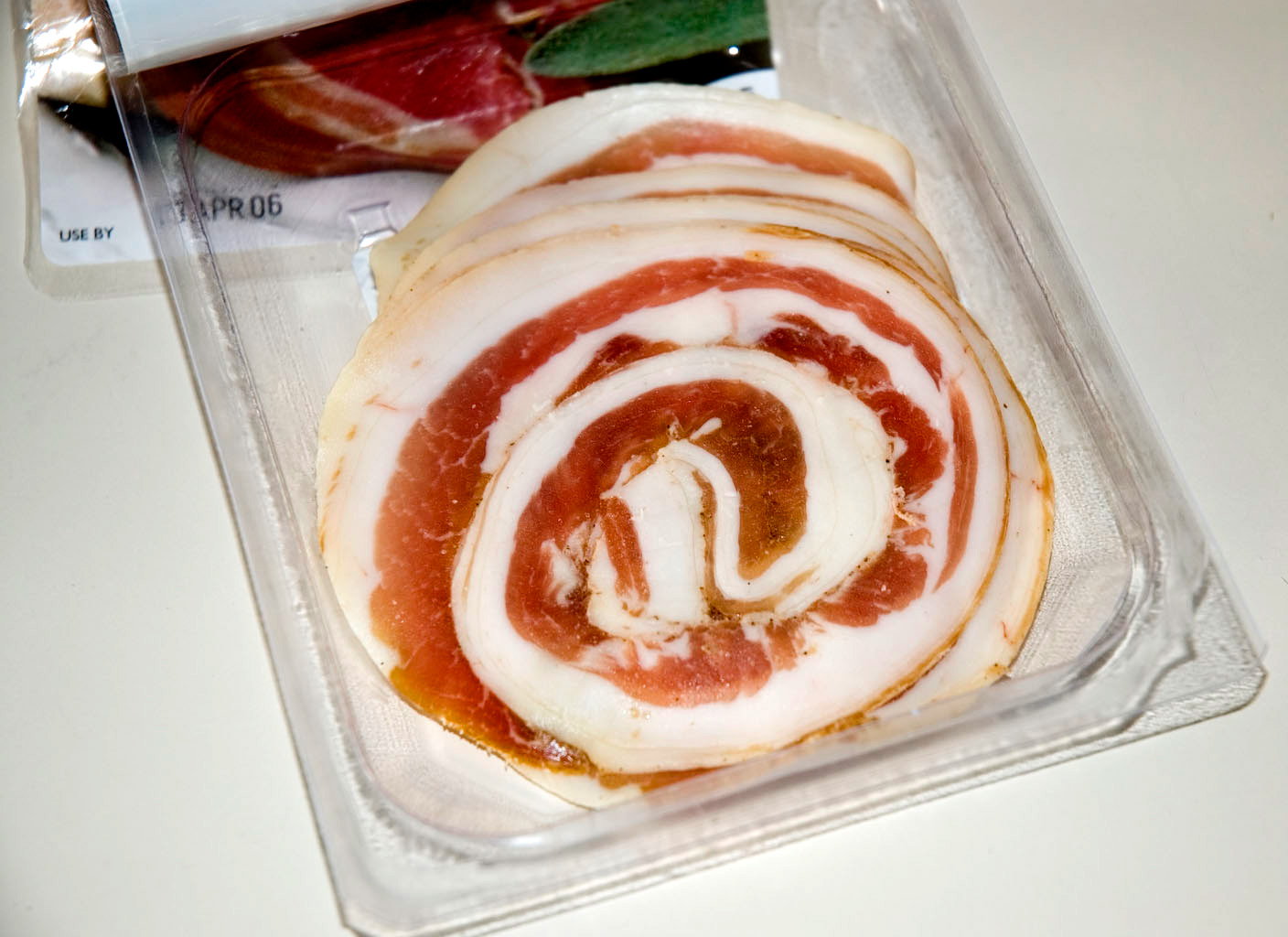
Pancetta i paket

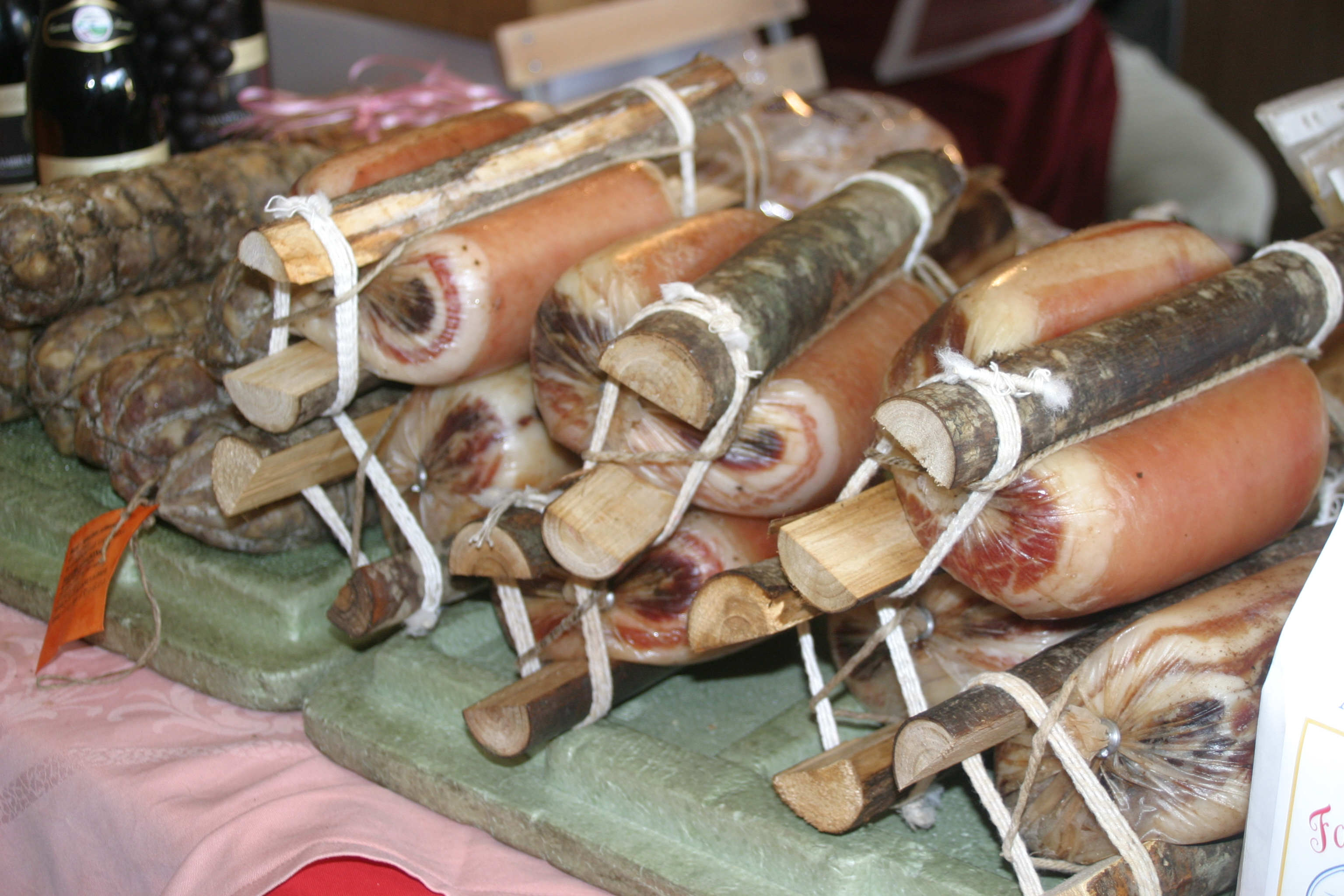
Pancetta till salu

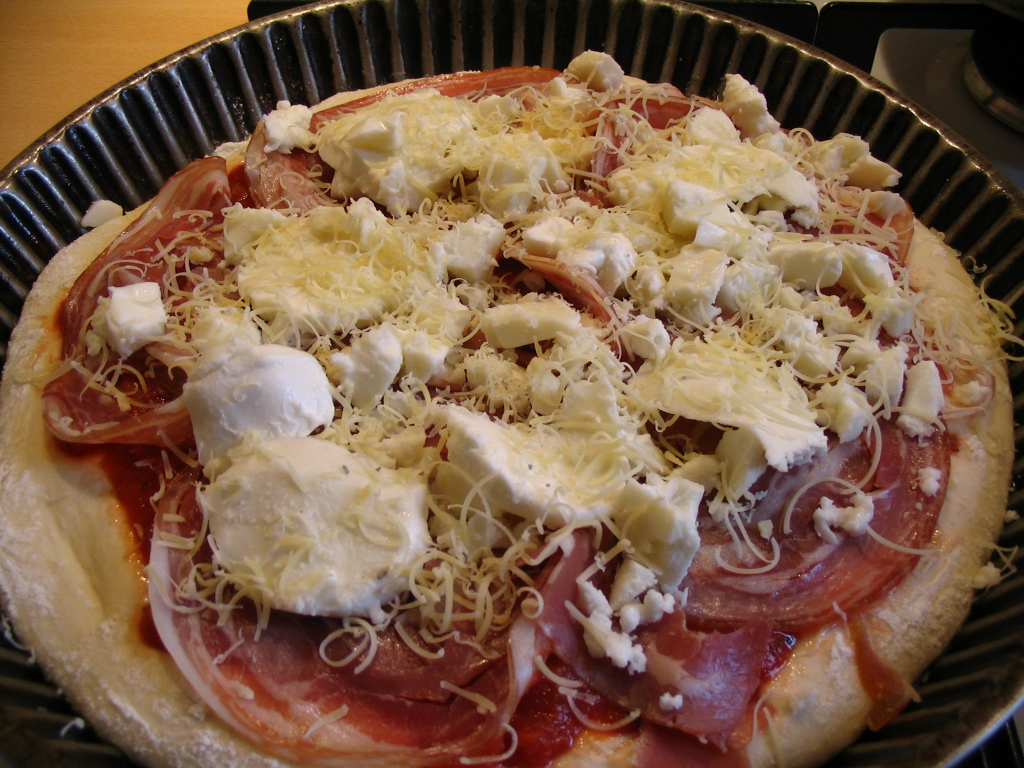
Pizza med pancetta och fårost

Pancetta (IPA: /panˈtʃetːa/) är italienskt rimmat och lufttorkat sidfläsk. Pancetta översätts ofta med bacon, men i svenskt språkbruk så skiljer sig vanligen pancettan från bacon i att den är lufttorkad snarare än rökt. Man kryddar pancettan med till exempel muskot, paprika, fänkål, chilipeppar eller vitlök, och torkar den cirka tre månader.
Pancetta finns i många varianter. Olika delar av Italien producerar egna typer. På Korsika anses den vara en officiell smak. Pancettan är vanligen rullad (se bilden) men kan även vara rak med det vita fettet längs ena sidan.

## Användning
När den serveras som den är, skivas den rullade pancettan i mycket tunna skivor. Oftare används den för att krydda andra rätter, särskilt pastasåser. Ett populärt recept som innehåller pancetta kallas all’amatriciana efter staden Amatrice som ligger i provinsen Rieti i Italien. Dock ska en äkta amatriciana innehålla guanciale, en saltad och lagrad griskind, vilket det även bör vara i en riktig carbonara, men i båda dessa rätter används istället pancetta ibland. Pancettan används också som ingrediens i vissa pizzor.